# Zlatohlávek konžský
Zlatohlávek konžský (Pachnoda marginata) je druh brouka z podčeledi zlatohlávci (Cetoniinae), s velkým počtem poddruhů, který žije v západní a střední Africe. Tento druh je někdy používán jako potrava pro zvířata chovaná v teráriích. Dospělí zlatohlávci jsou velcí 20–30 mm, larvy jsou velmi malé, když se vylíhnou, ale postupně mohou dorůstat délky až 60 mm.

## Popis
Existuje 9 poddruhů zlatohlávka konžského, z nichž běžné jsou následující tři: Pachnoda marginata aurantia, Pachnoda marginata marginata, Pachnoda marginata peregrina, s variabilním zbarvením. Pachnoda marginata aurantia je zbarven od oranžové do žlutooranžové, někteří mají odstínový gradient směrem ke středu jak je patrné na obrázku níže. Pachnoda marginata marginata je normálně zbarven červeně či karmínově s malými změnami mezi jedinci. Pachnoda marginata peregrina, nejběžnější z poddruhů, je bledě žlutý nebo oranžový s hnědými skvrnami – jedna skvrna je na hrudi a dvě skvrny na každé krovce.
Někdy bývají skvrny na krovkách téměř nepostřehnutelné a zdají se být vybledlé jako zbytek těla, což je vidět na obrázku vpravo u Pachnoda marginata peregrina v teráriu.
Larvy zlatohlávků mohou někdy vytvářet zvuk podobný chrápání když vytváří své kokony.

## Seznam popsaných poddruhů
- Pachnoda marginata aurantia (Herbst, 1790)
- Pachnoda marginata cerandi Rigout, 1984
- Pachnoda marginata fernandezi Rigout, 1984
- Pachnoda marginata marginata (Drury, 1773)
- Pachnoda marginata mirei Ruter, 1963
- Pachnoda marginata murielae Rigout, 1987
- Pachnoda marginata peregrina Kolbe, 1906
- Pachnoda marginata rougeoti Rigout, 1992
- Pachnoda marginata tunisiensis Rigout, 1984

## Galerie

Pachnoda marginata peregrina
Pachnoda marginata marginata
Pachnoda marginata aurantia
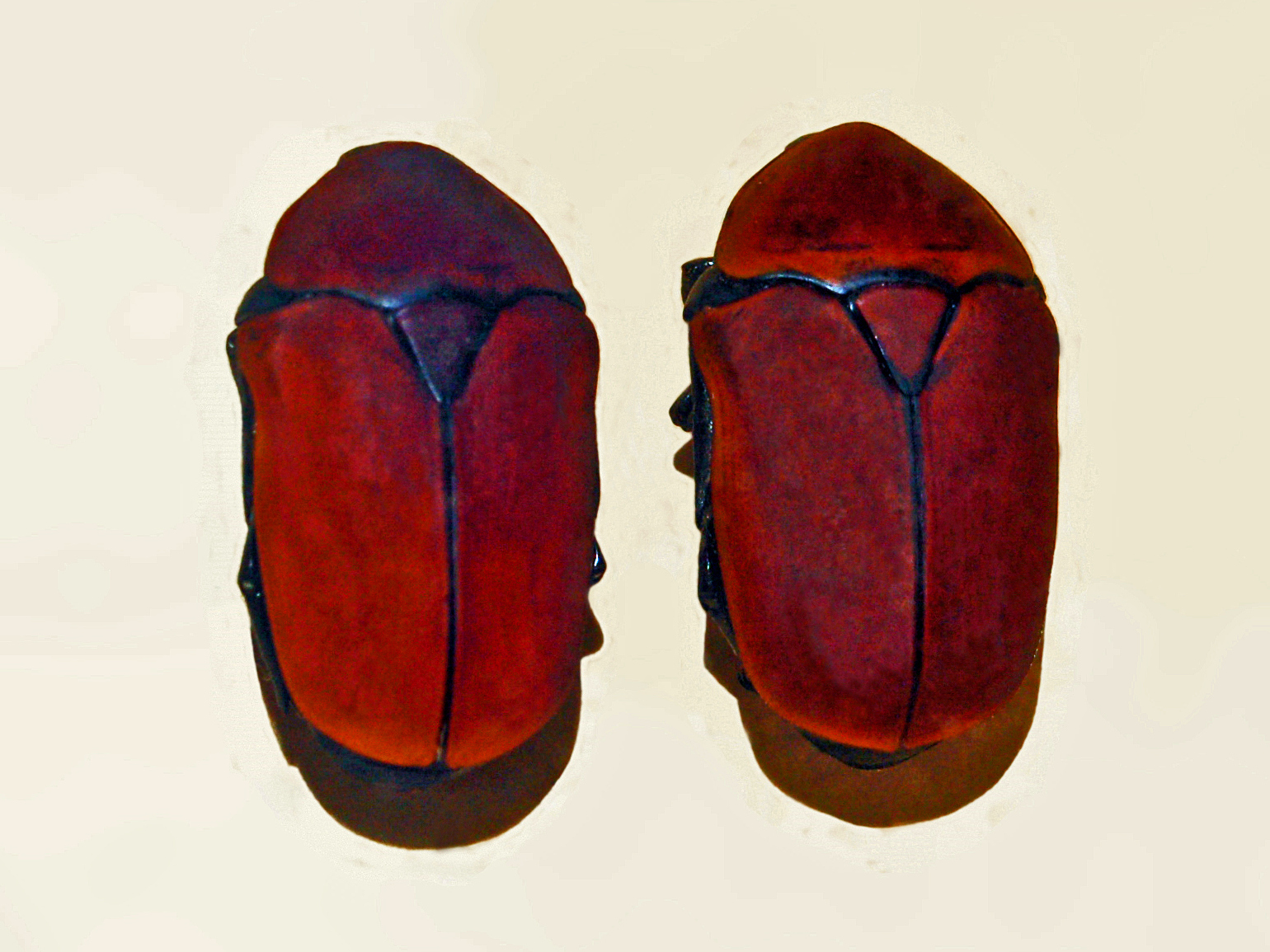
Pachnoda marginata aurantia z Guiney-Bissau. Samec a samice.
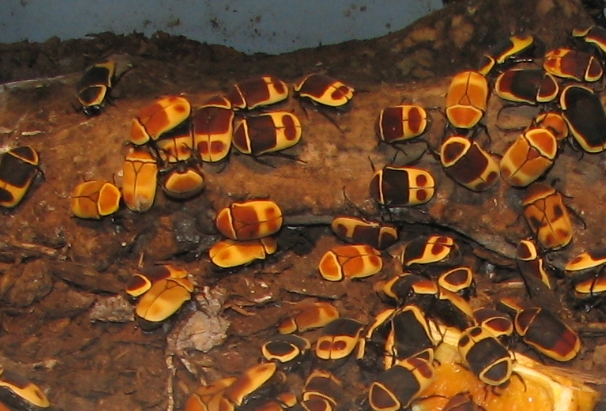
Barevná variabilita u P. marginata
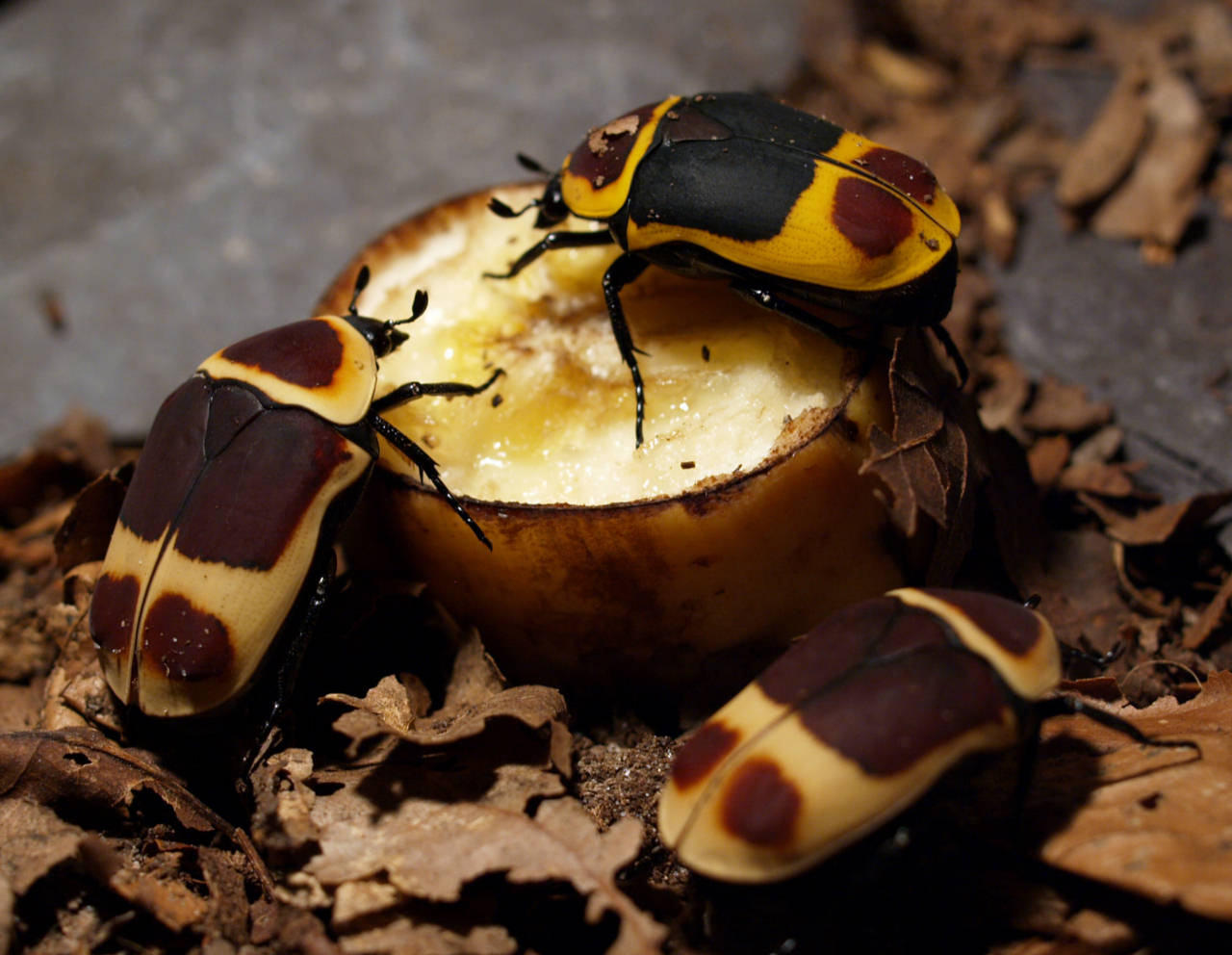
Zlatohlávci konžští požírající banán v teráriu.
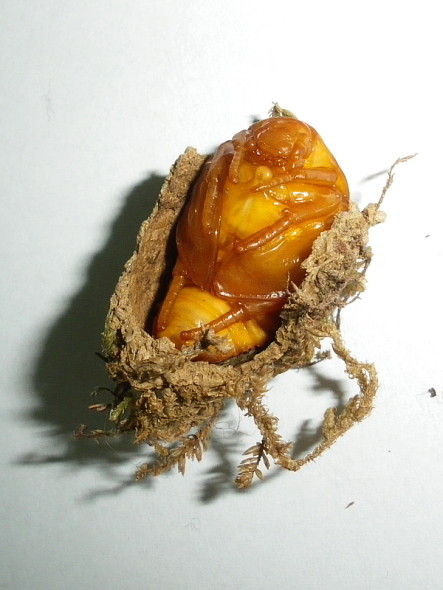
kokon zlatohlávka konžského

## Životní cyklus
Po páření samice naklade na vlhkou půdu vajíčko, z něhož se po krátké době vylíhne larva, která se nenasytně živí po dobu 2 až 5 měsíců. Dospělá larva se na několik týdnů zakuklí a pak se přemění v dospělého brouka. Dospělci tohoto druhu pak žijí několik měsíců. Ne všechny larvy se dožijí do dospělosti, mnoho jich zahyne ještě před přeměnou v kuklu.